# Rona Hartner
Rona Hartner (ur. 9 marca 1973 w Bukareszcie, zm. 23 listopada 2023 w Tulonie) – rumuńska kompozytorka, tancerka i aktorka filmowa, pochodzenia niemieckiego.

## Życiorys
Absolwentka szkoły muzycznej II stopnia. W 1996 ukończyła studia w Akademii Teatru i Filmu w Bukareszcie, w klasie Olgi Tudorache. Naukę kontynuowała w Paryżu, u boku Laurenta Azimioary i Ady d'Albon. W latach 1992–1997 występowała w Teatrze Narodowym w Bukareszcie.
Na dużym ekranie zadebiutowała w 1993 rolą Tessy w filmie Trancers 4: Jack of Swords. Zagrała potem jeszcze w 22 filmach fabularnych. Za rolę Cyganki Sabiny w obrazie Gadjo dilo T.Gatlifa otrzymała nagrodę dla najlepszej aktorki, przyznaną w 1998 na Międzynarodowym Festiwalu Filmowym w Brukseli.
Gra na fortepianie i saksofonie. Skomponowała muzykę do filmu Gadjo dilo. Uczestniczyła w kilku projektach muzycznych, w tym w programie "Pablo Veron Show" i realizacji CD z muzyką Bucoviny.
Była żoną argentyńskiego aktora Rocca Sedana, z którym rozwiodła się w 2008.

## Wybrana filmografia
- 1993: Trancers 4: Jack of Swords jako Tessa
- 1996: Asfaltowe tango
- 1997: Gadjo dilo jako Sabina
- 1997: Les grand enfants jako Natalia, uciekinierka z Jugosławii
- 1998: Z bociana zrodzony jako Luna
- 2001: Passions de Saint Antoine jako królowa Saba
- 2003: Czas wilka jako Arina
- 2003: Maria jako Nuti
- 2003: Rozwód po francusku jako Magda Tellman
- 2005: Remont kapitalny jako Rona
- 2006: Un filc jako Sara
- 2008: Baïnes
- 2011: Kurczak ze śliwkami jako Soudabeh
- 2013: Le coeur au bord des lèvres
- 2015: Ce qui reste
- 2015: Des milliards de toi mon poussin jako Rita
- 2016: Nellys Abenteuer jako Mama Roza
- 2016: Les Grands jako Barbara (serial)